# Wormbrug
De Wormbrug (Brug 269) is een voormalige basculebrug in Amsterdam-Centrum. De brug overspande de voormalige Binnenhaven ten noorden van de spoorlijn richting Utrecht ter hoogte van Pakhuis de Zwijger, in het verlengde van de nog steeds bestaande Mariniersbrug. De naam Wormbrug verwijst naar de schroefspindel, een onderdeel van de basculebrug dat ook wel 'worm' wordt genoemd.
In de jaren zestig werd de Wormbrug, net zoals de Binnenhavenbrug (Brug 268) gesloopt vanwege de demping van de Binnenhaven.